# 正覚寺 (行田市城西)
正覚寺（しょうかくじ）は、埼玉県行田市にある浄土宗の寺院。なお、当寺の約5キロメートル南東の同市野に同名の寺がある。そちらの寺は天台宗である。

## 歴史
1578年（天正6年）、成田氏長の開基である。氏長は忍城の城主である。氏長は小田原合戦の際には小田原城で籠城し、忍城は娘の甲斐姫と親族の成田長親に守らせた。二人は忍城攻防戦で石田三成率いる豊臣軍と戦い、主家の後北条氏が降伏するまで守り抜いた。この戦功と甲斐姫が豊臣秀吉の側室になったこともあり、氏長はまもなく下野国烏山2万石の大名に復帰した。
小田原合戦終結後、関東地方の領主として徳川家康が転封され、家康の四男松平忠吉が忍城の城主となった。忍に在封中、忠吉は唯一の実子「梅貞童子」を儲けたが、まもなく夭折してしまった。忠吉は梅貞童子を当寺に葬り、遺品を当寺に納めた。

## 文化財
- 梅貞童子の御守筒（行田市指定有形文化財 昭和35年3月29日指定）[2]
- 梅貞童子の墓（平成11年3月25日 昭和49年11月3日指定）[3]

## 交通アクセス
- 持田駅より徒歩4分。